# Bromaminsäure
Bromaminsäure ist eine chemische Verbindung aus der Gruppe der substituierten Anthrachinone.

## Synthese
Die Herstellung der Bromaminsäure erfolgt durch die Sulfonierung  von 1-Aminoanthrachinon mit Oleum bei 160 °C und anschließender Bromierung in Gegenwart von Salzsäure bei 0 °C.
Alternativ kann die Sulfierung auch mit  Chlorsulfonsäure erfolgen.

## Verwendung
Die Bromaminsäure ist ein wichtiges Vorprodukt zur Herstellung von grünen oder blauen Anthrachinonfarbstoffen aus den anwendungstechnischen Gruppen der Säurefarbstoffe, Direktfarbstoffe und Reaktivfarbstoffe. Dabei wird die Verbindung in einer Jourdan-Ullmann-Reaktion kupferkatalysiert mit einem Anilin oder Anilinderivat umgesetzt.
- Beispiel 1: Synthese von Acid Blue 25 durch Umsetzung von Bromaminsäure mit Anilin.

- Beispiel 2: Synthese von Reactive Blue 19 durch Umsetzung vom Bromaminsäure mit 2-[(3-Aminophenyl)sulfonyl]ethanol und anschließender Veresterung des Kondensationsprodukts mit Schwefelsäure.